# Filmarchiv des Bundesarchivs
Le département Archives cinématographiques des Archives fédérales (Filmarchiv des Bundesarchivs) fait partie des Archives fédérales et conservent des documents concernant plus de cent ans d'histoire du cinéma allemand.
Après la réunification allemande et en conformité avec le traité de réunification (Einigungsvertrag), les archives cinématographiques des Archives fédérales de la RFA et les Archives nationales du film de la RDA fusionnent le 3 octobre 1990.